# 청춘 행로
"청춘 행로"는 한국에서 제작된 장황연 감독의 1949년 영화이다. 황정순 등이 주연으로 출연하였고 정운용 등이 제작에 참여하였다.

## 출연

### 주연
- 황정순
- 강계식
- 오향문
- 주선태

## 기타
- 원작자: 김춘광
- 조명: 염화춘
- 녹음: 최칠복